# SPDY
SPDY, vaak Speedy genoemd, is een verouderd opensource-netwerkprotocol voor het versturen van webinhoud. SPDY werd ontwikkeld door Google. Google ondersteunde het protocol in hun browser Google Chrome, terwijl Mozilla Firefox dit van versie 11 tot versie 49 ondersteunde, Opera sinds versie 12.10 en Internet Explorer sinds versie 11 in Windows 8.1.
De hoofdontwikkelaars van SPDY, waaronder Mike Belshe en Roberto Peon, hebben zich met de ontwikkeling van HTTP/2 beziggehouden. In februari 2015 kondigde Google aan dat nu de HTTP/2-standaard geratificeerd is, ondersteuning voor SPDY zou worden afgebouwd. Google verwijderde de ondersteuning voor SPDY in Google Chrome 51. Mozilla deed hetzelfde in Firefox 50. Apple heeft de functionaliteit als verouderd verklaard in macOS 10.14.4 en iOS 12.2.

## Doel
De belangrijkste doelstelling van dit project was om Hypertext Transfer Protocol (HTTP) versie 1.1 te vervangen door een beter alternatief op het bereiken van hogere transmissiesnelheid door datacompressie, prioritering en multiplexing.
SPDY implementeert encryptie, iets wat ook in de webstandaard HTTP 2.0 werd ingebouwd. SPDY zou tot 44 procent sneller zijn dan HTTPS. Deze snelheidswinst is vooral te merken bij snelle verbindingen of bij hoge round-trip times (RTT).

## Protocolversies
- Versie 1 (deze wordt niet meer gebruikt)
- Versie 2 (april 2012): SPDY-versie tot Chrome 19.[5]
- Versie 3: huidige SPDY-versie. ondersteuning voor flow control, compressiewoordenboek bijgewerkt, verspilde ruimte verwijderd uit sommige frames, kleine verbeteringen. Firefox ondersteunt versie 3 vanaf Firefox 15.
- Versie 3.1: ondersteuning voor flow control op de sessielaag, verwijdert het CREDENTIALS-frame (en bijbehorende foutcodes). Firefox 27 zal SPDY 2-ondersteuning schrappen ten gunste van SPDY 3.1.

## Gebruik
Alhoewel SPDY geen webstandaard is, werd het gebruikt op enkele websites op internet om de prestaties te verhogen:
- Twitter
- Facebook
- Diverse Google-diensten

Daarnaast is SPDY als basis gebruikt voor HTTP/2.